# ミス・ユニバース1961
ミス・ユニバース1961（Miss Universe 1961、第10回ミス・ユニバース世界大会）は1961年7月15日にアメリカ合衆国フロリダ州マイアミビーチ公会堂で開催された。ドイツのマルレーネ・シュミットが優勝し、前年のタイトル保持者、アメリカのリンダ・ビメントから栄冠を授けられた。日本からは遠山明美が出場した。

## 最終結果

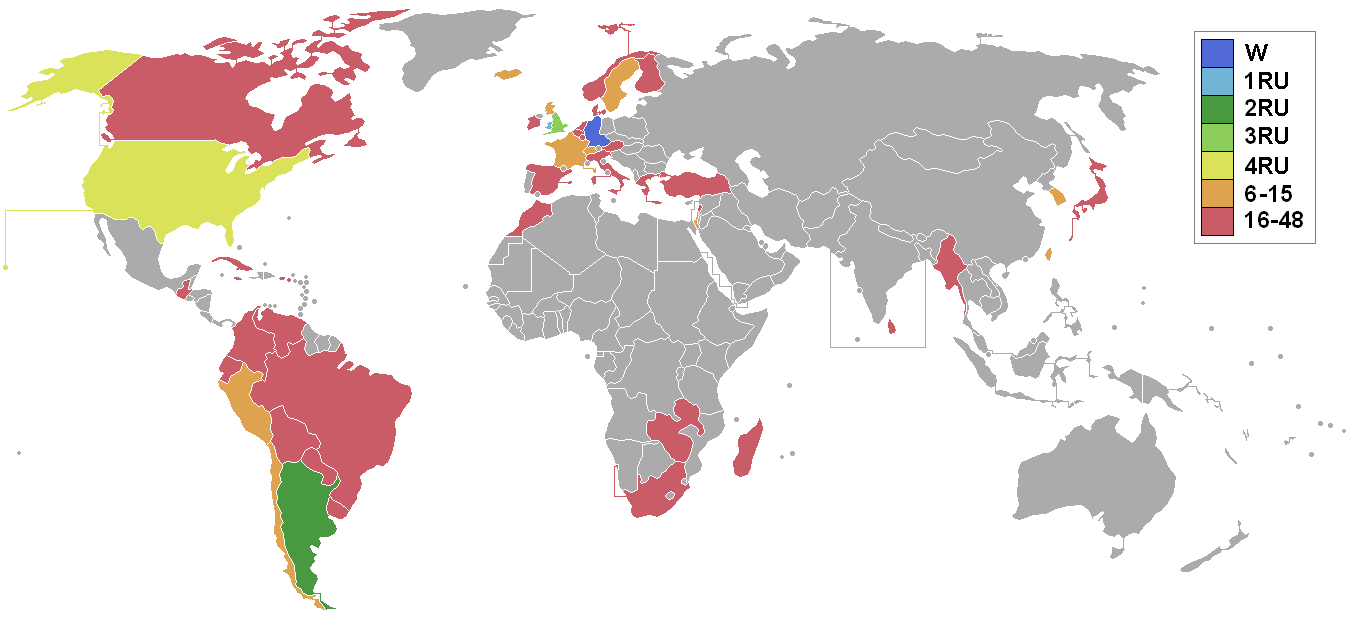
ミス・ユニバース1961の参加国と最終結果

### 入賞者
| 最終結果             | 参加者 |
| -------------------- | --- |
| ミス・ユニバース1961 | - ドイツ - マルレーネ・シュミット（Marlene Schmidt） |
| 第2位                | - ウェールズ - ローズマリー・フランクランド（Rosemarie Frankland） |
| 第3位                | - アルゼンチン - アドリアナ・ガルディアザバル（Adriana Gardiazábal） |
| 第4位                | - イングランド - アーレット・ドブソン（Arlette Dobson） |
| 第5位                | - アメリカ - シャロン・レニー・ブラウン（Sharon Renee Brown） |
| トップ15             | - チリ - マリア・グロリア・シルバ - フランス - シモーヌ・ダロ - アイスランド - クリスチャーナ・マグヌスドッティル - イスラエル - アティダ・ピサンティ - 韓国 - ソ・ヤンヒ - ペルー - カルメラ・スタイン・ベドヤ - 中華民国 - ワン・リーリン - スコットランド - スーザン・ジョーンズ - スウェーデン - グニラ・クヌートソン - スイス - リリアン・ブルニエール |

## 参加者
- アルゼンチン - アドリアナ・ガルディアザバル
- オーストリア - イングリッド・バイエル
- ベルギー - ニコル・クシノゼニキ
- ボリビア - グロリア・ソルコ・スアレス
- ブラジル - スタール・マリア・ダ・ロッチャ・アベーリャ
- ビルマ - キン・ミン・ミン[1]
- カナダ - ウィルダ・レイノルズ
- セイロン - ランジニ・ニラニ・ジャヤティルケ
- チリ - マリア・グロリア・シルバ
- コロンビア - パトリシア・ウィットマン・オーウィン
- キューバ - マーサ・ガルシア・ビエタ
- デンマーク - ジェッテ・ニールセン
- エクアドル - ヨランダ・パラシオス・チャルベト
- イングランド - アーレット・ドブソン
- フィンランド - リトバ・トゥーリッキ・バクター
- フランス - シモーヌ・ダロ
- ドイツ - マルレーネ・シュミット
- ギリシア - エレフセリア（リア）・デロウツィ
- グアテマラ - アナベル・サエンス
- オランダ - ヒータ・カマン
- アイスランド - クリスチャーナ・マグヌスドッティル
- アイルランド - ジーン・ラッセル
- イスラエル - アティダ・ピサンティ
- イタリア - ヴィヴィアンネ・ロマーノ
- ジャマイカ - マーガレット・ルウォース
- 日本 - 遠山明美
- 韓国 - ソ・ヤンヒ
- レバノン - レイラ・アンタキ
- ルクセンブルク - ヴィッキー・ショース
- マダガスカル - ジャクリーン・ロバートソン
- モロッコ - イレーネ・ゴルセ
- ノルウェー - リーグモル・トレンゲレイド
- パラグアイ - マリア・クリスティーナ・オスナギ・ペレイラ
- ペルー - カルメラ・スタイン・ベドヤ
- プエルトリコ - エニド・デル・バレ
- 中華民国 - ワン・リーリン
- ローデシア - ジョニー・シーラ
- スコットランド - スーザン・ジョーンズ
- 南アフリカ - マリナ・クリステリス
- スペイン - ピラール・ヒル・ラモス
- スウェーデン - グニラ・クヌートソン
- スイス - リリアン・ブルニエール
- トルコ - ギュルセレン・ウイサル
- ウルグアイ - スザンナ・ラウソログ・フェラーリ
- アメリカ合衆国 - シャロン・レニー・ブラウン
- ベネズエラ - アナ・グリセルダ・ベガス・アルボルノス
- バージン諸島 - プリシラ・ボニラ
- ウェールズ - ローズマリー・フランクランド

## 特別賞
- ギリシア - ミス・アミティー（エレフセリア・デロウツィ）
- アメリカ - ミス・フォトジェニック（シャロン・ブラウン)